# Salsa al peperoncino di Yongfeng
La salsa al peperoncino di Yongfeng (cinese: 永丰辣酱; pinyin: Yǒngfēng làjiàng) è un prodotto tradizionale di Yongfeng, località della contea di Shuangfeng dello Hunan, in Cina, dove è riconosciuto come prodotto a indicazione geografica.
Nel 2009 il governo provinciale dello Hunan lo ha iscritto nel registro del patrimonio culturale immateriale di livello regionale, categorizzandolo tra le tecniche tradizionali della provincia.

## Storia
Questa salsa nacque nel XVI secolo durante la dinastia Ming e il metodo della sua preparazione è stato trasmesso di generazione in generazione nella contea di Shuangfeng. Storicamente la produzione di questa salsa avveniva in casa, dove le donne erano le maggiori responsabili del processo.
Nel XVII secolo sorsero sempre più attività commerciali che producevano la salsa al peperoncino di Yongfeng, che iniziò a essere esportata in Thailandia, a Singapore e in altre nazioni.

## Descrizione
La salsa al peperoncino di Yongfeng è composta da peperoncino di Yongfeng, riso glutinoso, grano, soia e sale.
Il prodotto finale è di un bruno-rossastro traslucido con una lucentezza ambrata, aromatizzata al peperoncino di Yongfeng e grano e ha un sapore dolce e piccante.